# Роберто Белароза
Роберто Белароза (р. 23 август 1994) е белгийски певец от италиански произход. Известен е с победата си в музикалното шоу „The Voice Belgique“ (Гласът на Белгия).

## Биография
Певецът е роден през 1994 г. във футболно семейство. Родителите му го записват в музикалната консерватория в родния му град, за да учи теория, когато е на 9 г. Гласовите му заложби съвсем не остават незабелязани от неговия учител и родителите му го насърчават да взима уроци по пеене.

### Гласът на Белгия
Участието на певеца в „Гласът на Белгия“ започва през 2011 г.
Белароза се явява на „кастингите на тъмно“ с песента на Джеймс Морисън „You Give Me Something“. След като всички съдии (Куентин Мосиман, Тара Макдоналд, Лио, Джошуа и Бевърли Джо Скот) се обръщат, той избира да влезе в отбора на Мосиман и помощник-съдийката Макдоналд.
На 10 април 2012 г., финал на близо шестнадесетседмична надпревара, за победител е обявен именно той, получавайки 57% от зрителския вот, след което подписва договор със „Сони Мюзик“.

### Евровизия
На 16 ноември 2012 г. от националната телевизия „RTBF“ обявяват, че Роберто Белароза ще е белгийският представител на „Евровизия 2013“ и ще изпее песента „Love Kills“.